# 薬師台 (守谷市)

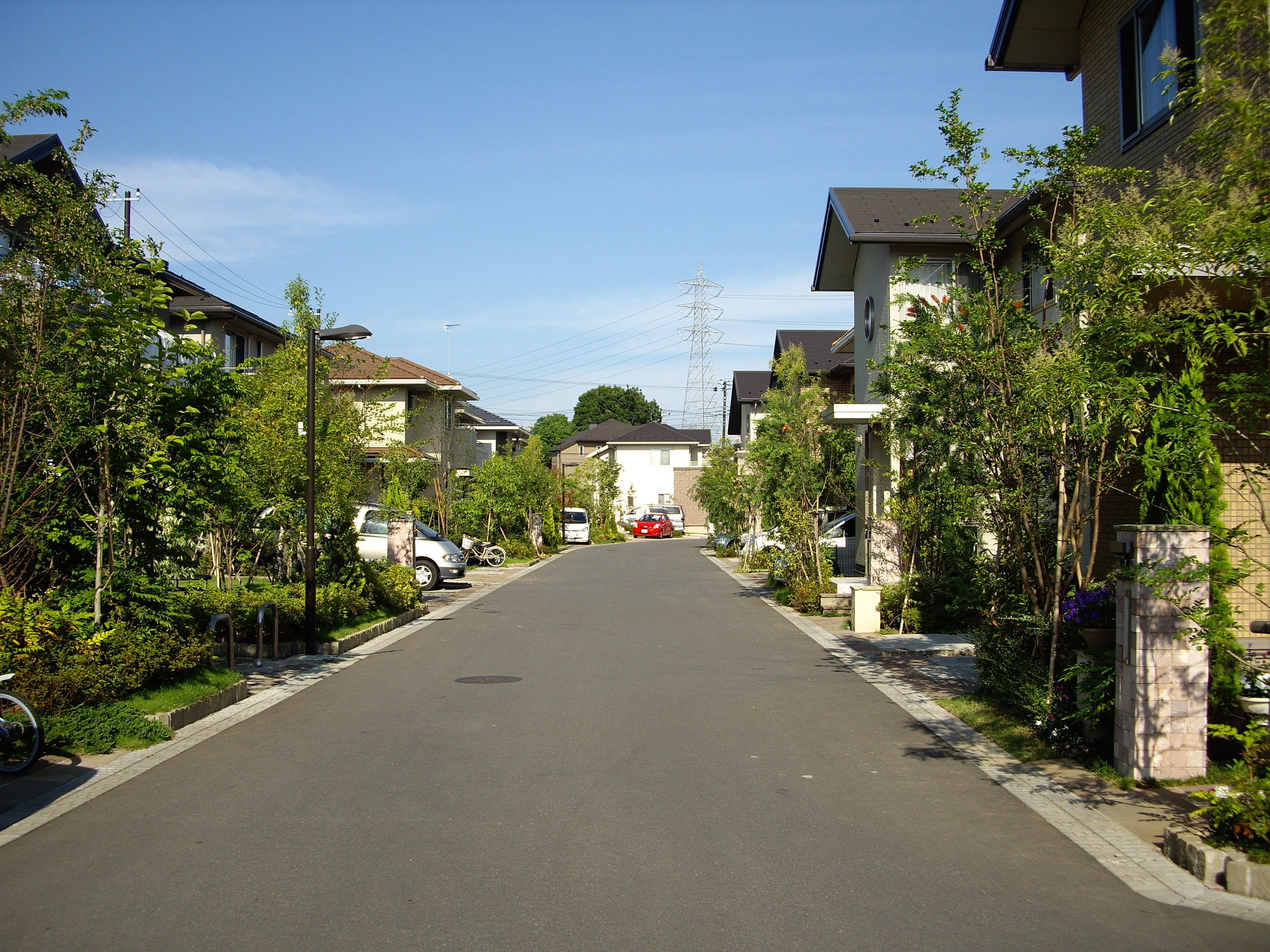
薬師台二丁目

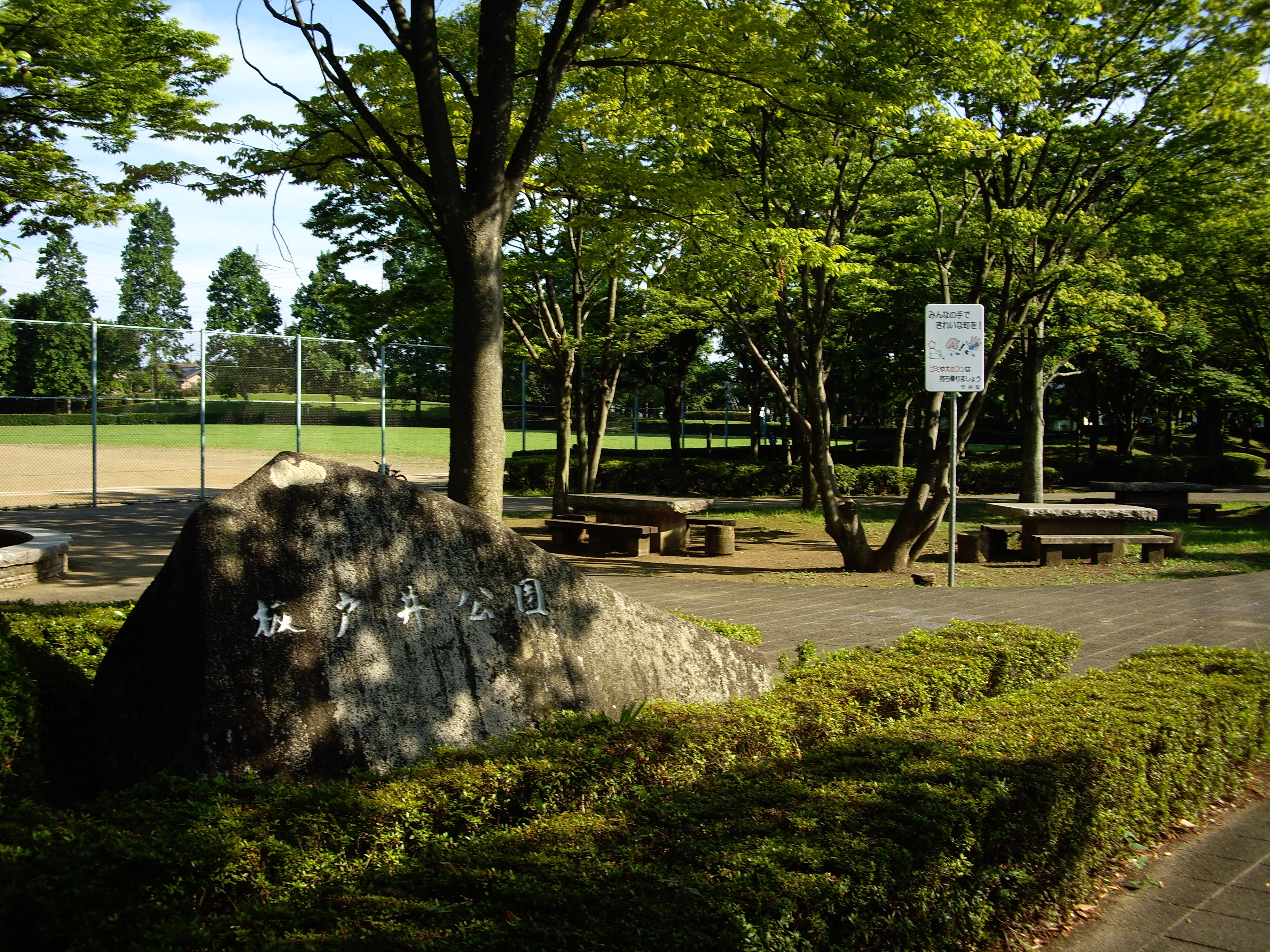
板戸井公園

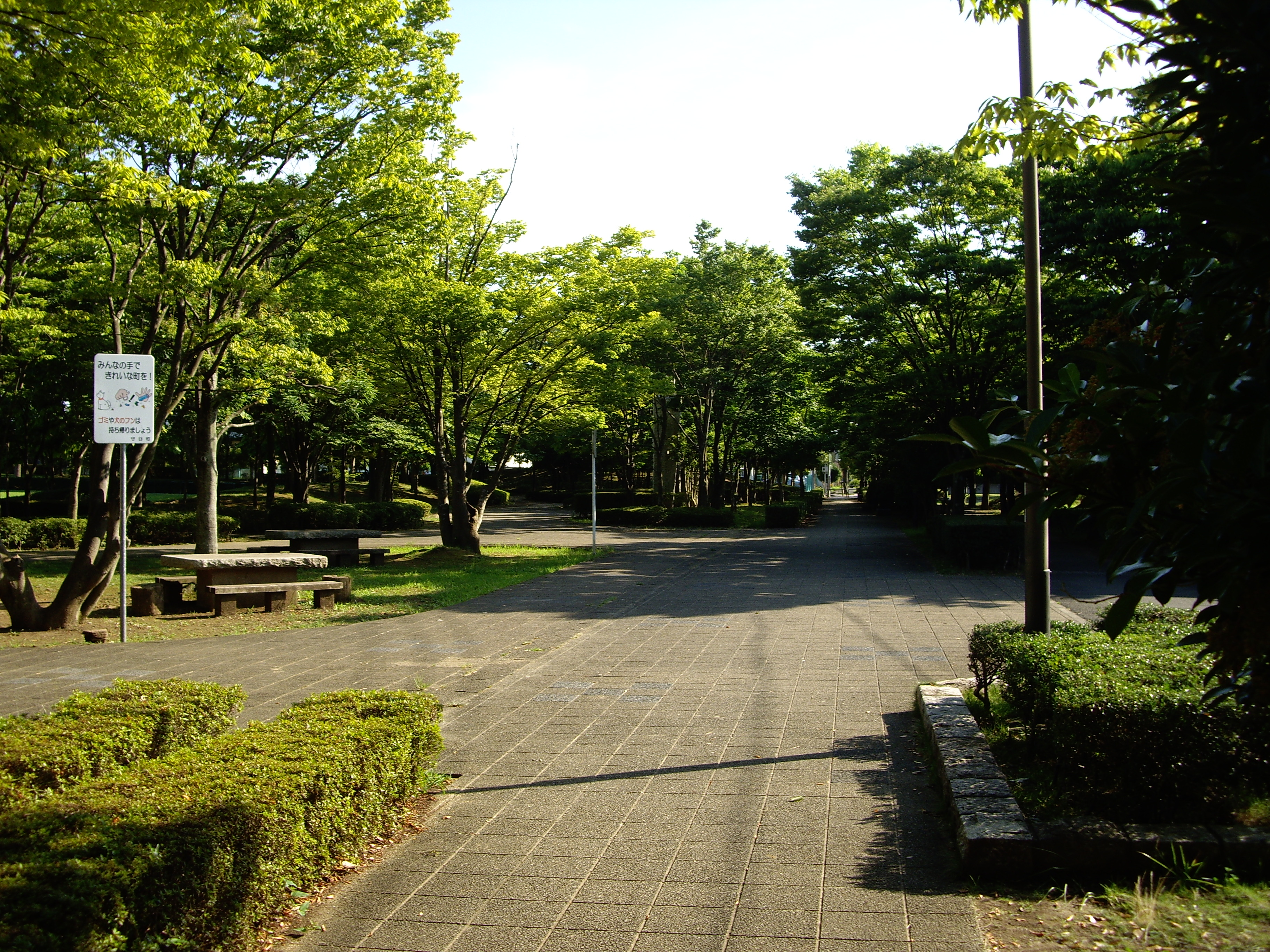
北守谷遊歩道

薬師台（やくしだい/Yakushidai）は、茨城県守谷市にある地名。一丁目から七丁目まである。土地区画整理事業により大字板戸井、大字立沢の一部から新設された。郵便番号は302-0105。

## 概要
守谷市の北部に位置する。常総ニュータウン北守谷地区の南西部に位置する閑静な住宅街である。
北守谷遊歩道沿いに小学校があり、遊歩道による歩車分離が生かされた街並みが特徴である。また、隣接する御所ケ丘、久保ケ丘、松前台とも遊歩道で繋がっている。四丁目に市立大井沢小学校、板戸井公園、六丁目にやまゆり公園がある。
東は御所ケ丘、西は大木、板戸井、南は緑、立沢、北は松前台と接している。

### 地価
住宅地の地価は、2014年（平成26年）1月1日の公示地価によれば、薬師台7丁目8番14の地点で6万8800円/m2となっている。

## 町名の変遷
| 実施後       | 実施年月日    | 実施前（各町名ともその一部） |
| ------------ | ------------- | ---------------------------- |
| 薬師台一丁目 | 1985年5月24日 | 大字立沢                     |
| 薬師台二丁目 | 1985年5月24日 | 大字板戸井、大字立沢         |
| 薬師台三丁目 | 1985年5月24日 | 大字板戸井、大字立沢         |
| 薬師台四丁目 | 1985年5月24日 | 大字板戸井、大字立沢         |
| 薬師台五丁目 | 1985年5月24日 | 大字板戸井、大字立沢         |
| 薬師台六丁目 | 1985年5月24日 | 大字板戸井、大字立沢         |
| 薬師台七丁目 | 1985年5月24日 | 大字板戸井、大字立沢         |

## 世帯数と人口
2017年（平成29年）8月1日現在の世帯数と人口は以下の通りである。なお、薬師台五丁目の人口は緑一丁目も含む。
| 丁目         | 世帯数    | 人口    |
| ------------ | --------- | ------- |
| 薬師台一丁目 | 236世帯   | 580人   |
| 薬師台二丁目 | 353世帯   | 1,011人 |
| 薬師台三丁目 | 233世帯   | 604人   |
| 薬師台四丁目 | 313世帯   | 835人   |
| 薬師台五丁目 | 264世帯   | 726人   |
| 薬師台六丁目 | 257世帯   | 540人   |
| 薬師台七丁目 | 316世帯   | 739人   |
| 計           | 1,972世帯 | 5,035人 |

## 交通
首都圏新都市鉄道つくばエクスプレス・関東鉄道常総線守谷駅や新守谷駅を結ぶ路線バスが地域内を走っている。
路線バス
地域内には「薬師台五丁目」、「大井沢小学校」、「公営住宅前」、「松前台一丁目」、「北守谷中央」、｢第一病院前｣の6つの停留所がある。
| 系統                             | 主要経由地                                                         | 行先               | 運行会社 |
| -------------------------------- | ------------------------------------------------------------------ | ------------------ | -------- |
|                                  | 薬師台五丁目・大井沢小学校・公営住宅前・松前台一丁目               | 新守谷駅           | ■関鉄    |
| 深夜                             | 薬師台五丁目・大井沢小学校・公営住宅前・松前台一丁目               | 小絹中学校         | ■関鉄    |
| 急行                             | 北守谷中央・久保ケ丘・小絹中学校・きぬの里・自然博物館入口         | 岩井バスターミナル | ■関鉄    |
| 急行                             | 北守谷中央・久保ケ丘・きぬの里・自然博物館入口・岩井バスターミナル | 猿島バスターミナル | ■関鉄    |
| 急行                             | 第一病院前・研修センター前・松前台五丁目・松前台七丁目             | 北守谷公民館       | ■関鉄    |
|                                  | 松前台一丁目・公営住宅前・薬師台五丁目・大井沢小学校               | 守谷駅西口         | ■関鉄    |
|                                  | 北守谷中央・御所ケ丘小入口・立沢・前川製作所前                     | 守谷駅西口         | ■関鉄    |
| 急行                             | 第一病院前・御所ケ丘・文化会館前                                   | 守谷駅西口         | ■関鉄    |
| 備考 深夜は23時以降・料金5割増。 |                                                                    |                    |          |

## 小・中学校の学区
市立小・中学校に通う場合、学区は以下の通りとなる。
| 丁目   | 番地 | 小学校       | 中学校         |
| ------ | ---- | ------------ | -------------- |
| 一丁目 | 全域 | 大井沢小学校 | 御所ケ丘中学校 |
| 二丁目 | 全域 | 大井沢小学校 | 御所ケ丘中学校 |
| 三丁目 | 全域 | 大井沢小学校 | 御所ケ丘中学校 |
| 四丁目 | 全域 | 大井沢小学校 | 御所ケ丘中学校 |
| 五丁目 | 全域 | 大井沢小学校 | 御所ケ丘中学校 |
| 六丁目 | 全域 | 大井沢小学校 | 御所ケ丘中学校 |
| 七丁目 | 全域 | 大井沢小学校 | 御所ケ丘中学校 |

## 施設
- 守谷市立大井沢小学校 － 薬師台四丁目12番地
- 板戸井公園 － 薬師台四丁目3番地（20,201m2・近隣公園）
- やまゆり公園 － 薬師台五丁目1、12、14、15番地、薬師台六丁目8、13、15、18番地（10,130m2・街区公園）
- くわがた公園 － 薬師台二丁目9番地（6,772m2・街区公園）
- 北守谷遊歩道

## 関連サイト
- 薬師台3丁目自治会